# Playmate
A Playmate, hivatalos formában Playmate of the Month („a Hónap Playmate-je”, az angol szó jelentése: játszótárs) a Playboy magazin középső, kihajtható fő oldalán szereplő modell elnevezése. A magazinon belül a playmate oldalain láthatóak a nőről készült aktfotók, egy kihajtható poszter és a modell rövid bemutatása, mint például a születésnapja és a méretei. Az év végén a tizenkét playmate közül választják azt a nőt, aki elnyeri a Playmate of the Year („az Év Playmate-je”) címet. A Hónap Playmate-je a szereplésért 25 000 dollár, az Év Playmate-je további 100 000 dollár jutalomban részesül. Az Év Playmate-je egy autót és egy motorbiciklit is kap, illetve rendszerint őt választják ki a magazin életében mérföldkőnek számító évek ünnepléséhez.
A Playboy nem csak a potenciális playmate-eket biztatja, hogy fotókat küldjenek, hanem másokat is 2500 dollárral jutalmaz, ha az általa javasolt modellt kiválasztják. A playmate-eket Hugh Hefner és a fotósok közösen választják ki, az Év Playmate-jének kiválasztása viszont egyedül Hugh Hefner döntése, az olvasók szavazatainak figyelembevételével.
A Playboy nem ismer olyat, hogy előző vagy régebbi playmate. Ahogy mondják: „a playmate örökre playmate.”